# Нижний Задалеск
Нижний Задалеск (дигор. Дæллаг Задæлескæ, ирон. Дæллаг Задæлеск) — село в Ирафском районе Республики Северная Осетия-Алания. Входит в состав Задалеского сельского поселения.

## История
Нижний и Верхний Задалеск — два отселка селения Задалеск, стоявшего в прошлые века на пограничье Тапан-Дигорского общества.

## География
Расположено в юго-западной части региона, в Дигорском ущелье, на возвышенности на правом берегу реки Урух, и образует с селом Верхний Задалеск селение Задалеск.

## Население
| 2002 | 2010 | 2021 |
| ---- | ---- | ---- |
| 57   | ↘51  | ↗59  |

## Инфраструктура
Дом-музей Задалески Нана.
- Объекты культурного наследия федерального значения (археология)[5]

Три могильника III—V вв. — близ с. Задалеск и Нар
- Объекты культурного наследия федерального значения (архитектура)[5]

1. Архитектурный комплекс:	с. Задалеск
2. Башня Сидаковых	с. Задалеск, на вершине горы
3. Башня оборонительная «греческая». XIV—XVIII вв.	1,5-2 км северо-восточнее с. Задалеск
4. Горский дом Базиева Хамаза	с. Задалеск
5. Могильник-1.III-V вв.	окрестности с. Задалеск
6. Могильник-2.III-V вв.	окрестности с. Задалеск
7. Святилище «Задалески Нана». XIV—XVIII вв.	с. Задалеск
8. Склепы полуподземные (два). XIV—XVIII вв.	южная окраина с. Задалеск, у дороги в с. Мацута
9. Цырты-памятные столбы (два)	южная окраина с. Задалеск, у дороги в с. Мацута

- Выявленные объекты культурного наследия (археология)

Столпообразное святилище — в	1 км к юго-западу от села.
- Выявленные объекты культурного наследия (история)

Памятник односельчанам, павшим в Великой Отечественной войне 1941—1945 г.г.,1967 г. — на западной окраине кладбища с. Задалеск.

## Транспорт
К Нижнему Задалеску идёт подъездная автодорога 90 ОП РЗ 90К-038 (Распоряжение Правительства Республики Северная Осетия-Алания от  21 декабря 2007 года N 318-р. Об утверждении перечня автомобильных дорог регионального и межмуниципального значения Республики Северная Осетия-Алания).
Нижний и Верхний Задалеск разделяет дорога длиной около 300 метров. Она продолжается от Верхнего Задалеска к селу Ханаз.